# Entada abyssinica
Entada abyssinica är en ärtväxtart som beskrevs av Achille Richard. Entada abyssinica ingår i släktet Entada och familjen ärtväxter. Inga underarter finns listade i Catalogue of Life.

## Bildgalleri

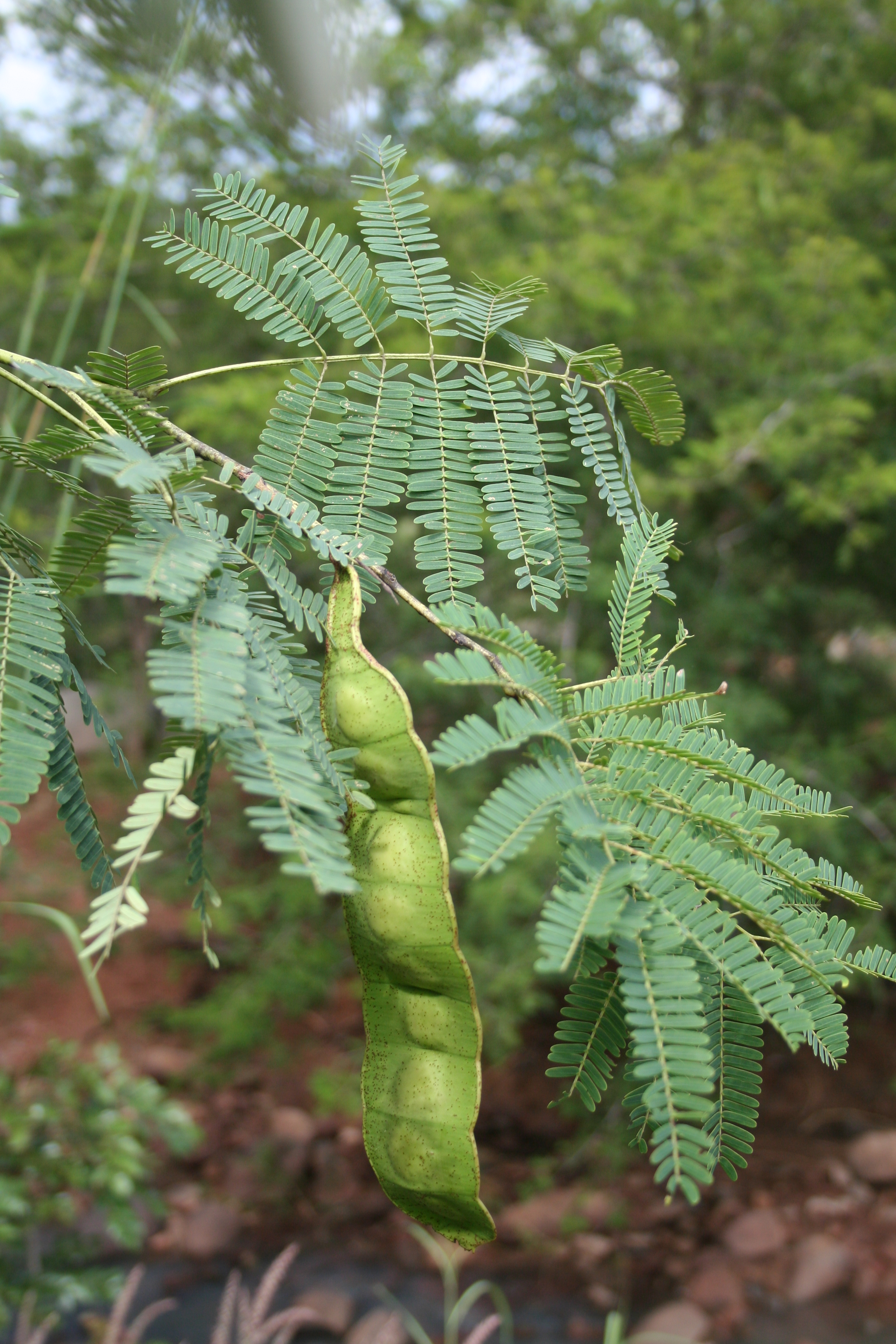
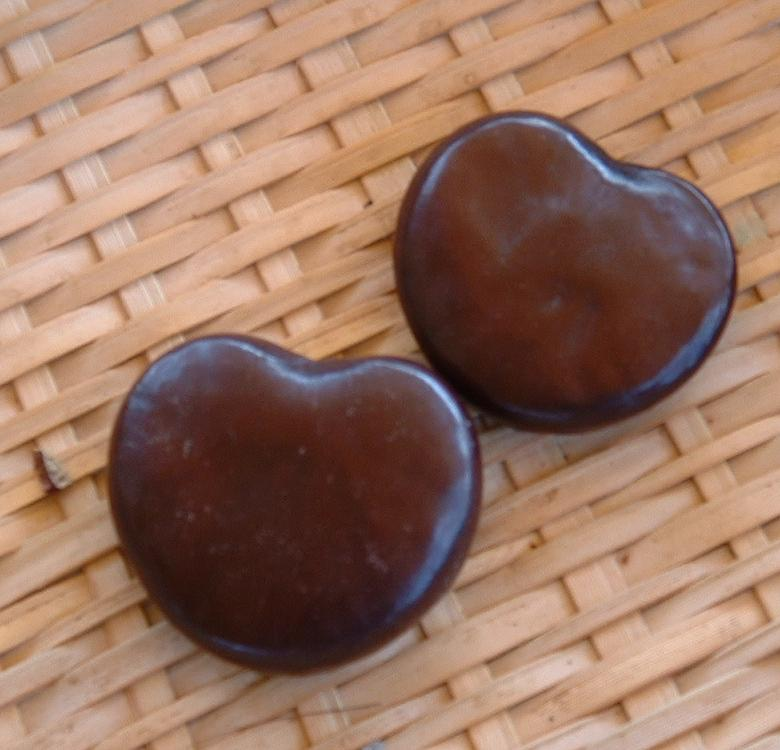
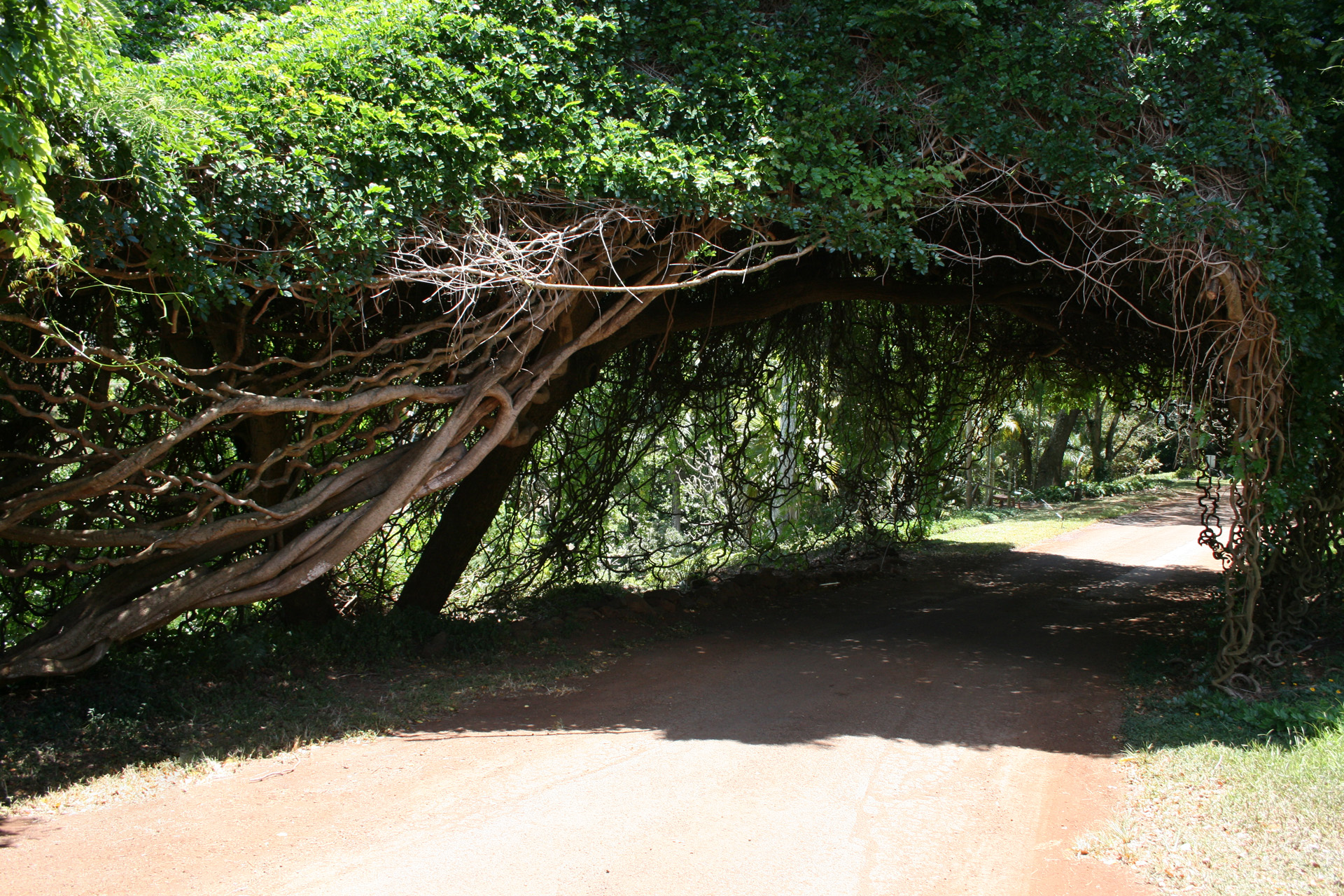